# Laïyna
Laïyna est une série de bande dessinée créée par Pierre Dubois (scénario) et René Hausman (dessin), éditée en album en 1987 et 1988 par Dupuis. Elle raconte l'histoire de Laïyna, une fille de serfs qui devient orpheline et se fait recueillir par le petit peuple qui l'élève. Il s'agit de la première bande dessinée de Pierre Dubois en tant que scénariste, et sa publication fut rendue possible par Philippe Vandooren. Pierre Dubois et René Hausman travaillaient déjà ensembles pour le Grand Fabulaire du petit peuple publié dans le Journal de Spirou dès 1984. 

## Synopsis
Laïyna est une fille de serfs qui devient orpheline à la suite d'une guerre. Elle est sauvée des soudards de Vurthe par La bête, maître de la forteresse de pierre, qui l'a confiée au petit peuple. Elle est alors élevée au milieu de rituels magiques enseignés par les elfes, les trolls et les gobelins, et la bête veille sur cette jeune fille qui devient une sauvageonne. Jusqu'au jour où la bête vient à mourir et où la magie se met à disparaître tandis que les guerres des hommes bouleversent le royaume elfique et que le petit peuple se voit contraint de quitter son royaume. Les elfes et les lutins voyagent alors dans des contrées arides à la recherche d'une riche vallée pour replanter les racines de son arbre de vie, mais le prince Lowethme fomente une révolte, et bientôt naît une guerre au sein du petit peuple. l'Ancien se sacrifie en provoquant Lowethme en duel, et met fin aux dissensions internes. Laïyna perd alors son paradis et appelle l'esprit des trolls et des gobelins à son secours.

## Éditions
| Tome | Titre                   | Parution chez Dupuis | Dessinateur et coloristes | ISBN                 |
| ---- | ----------------------- | -------------------- | ------------------------- | -------------------- |
| 1    | La Forteresse de pierre | janvier 1987         | René Hausman              | (ISBN 2-8001-1474-6) |
| 2    | Le Crépuscule des elfes | mai 1988             | René Hausman              | (ISBN 2-8001-1596-3) |

Une réédition intégrale est parue.